# زبونگه
زبونگه (به لهستانی:  Dzbonie) یک روستا در لهستان است که در گمینا اوپینوگورا گورنا واقع شده‌است.